# We Might Be Dead by Tomorrow
«We Might Be Dead by Tomorrow»— en español: «Es posible que mañana estemos muertos»— es una canción interpretada por la cantante, compositora y actriz francesa Soko, incluida en su primer álbum de estudio, I Thought I Was an Alien (2012). Soko la compuso por sí sola y la produjo con Fritz Michaud. Es una canción de los géneros indie folk y rock alternativo, que trata sobre el miedo de la cantante a morir y su fascinación con la vida. En marzo de 2014, apareció como la canción de fondo en «First Kiss», un vídeo que formaba parte de una campaña de la compañía de ropa WREN. Este obtuvo una buena recepción en YouTube, ya que logró en dos semanas 70 millones de visitas. En un principio, Because Music, Babycat Records y Warner Music de Benelux lanzaron «We Might Be Dead by Tomorrow» como el tercer sencillo del disco en Países Bajos en 2012. Sin embargo, luego de aparecer en «First Kiss», las disqueras lo publicaron de nuevo en algunos países de Europa el 24 de marzo de 2014.
Debido a la popularidad de «First Kiss», la canción obtuvo 11.5 millones de streams en una semana, lo que la hizo ingresar en la primera posición de los rankings estadounidenses Streaming Songs y Rock Digital Songs y en el número nueve del Billboard Hot 100. Sin embargo, solo permaneció una semana en esta última, lo que la convirtió en la primera canción en salir de la lista desde las diez primeras posiciones. Además, entró en los rankings de Austria, la Región Valona de Bélgica, Canadá, Francia, Reino Unido y Suiza. «We Might Be Dead by Tomorrow» recibió comentarios positivos por parte de los críticos, quienes apreciaron su instrumentación y mensaje.
Soko dirigió el vídeo musical de «We Might Be Dead by Tomorrow». La trama consiste en una pareja, interpretada por la cantante y Meghan Edwards, haciéndose muestras de cariño en diferentes lugares. El sitio web Noisey lo estrenó en su cuenta de YouTube el 22 de mayo de 2012, y Soko lo publicó en la suya tres días después. Hasta febrero de 2015, había recibido más de 2 millones de visitas. Soko interpretó «We Might Be Dead by Tomorrow» en diferentes ocasiones, como en los festivales Lattitude de Inglaterra y Francofolies de Francia.

## Antecedentes y lanzamiento

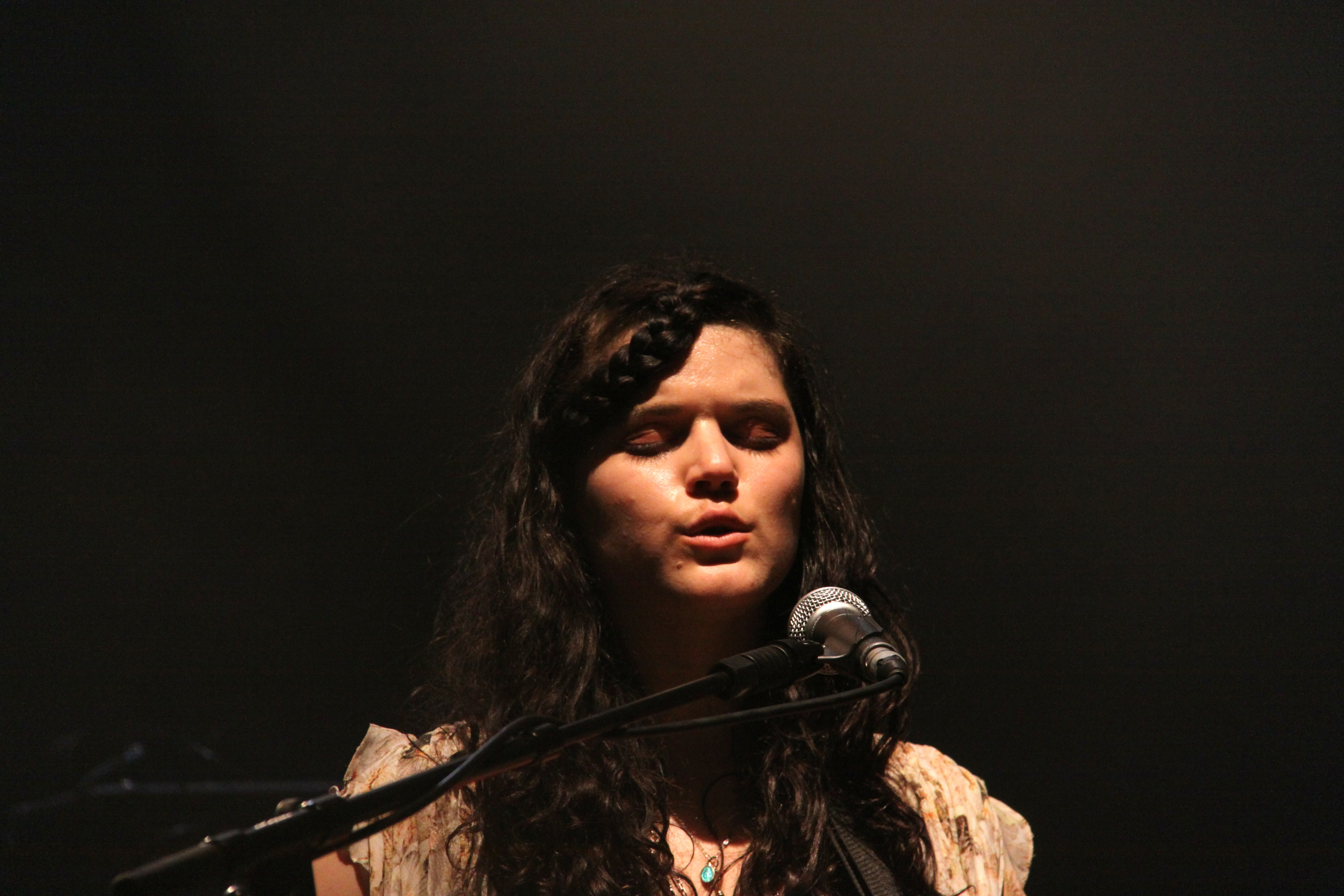
Soko en su presentación en el festival Francofolies en La Rochelle, Francia.

Soko, luego de mudarse a Los Ángeles y grabar canciones, empezó a buscar a un productor. A finales de 2010, conoció a Fritz Michaud, quien había trabajado en el último disco de Elliot Smith, From a Basement on the Hill. Los dos trabajaron juntos durante ocho meses, en los que utilizaron una laptop y dos parlantes.
Soko compuso «We Might Be Dead by Tomorrow» y la produjo con Fritz Michaud. La cantante reveló que lloró al momento de escribirla. Su instrumentación consiste en una guitarra, un violín y la voz de Soko. La noche en la que la compuso, llamó a Yeti Beats para una sesión, en donde grabó su voz y la guitarra al mismo tiempo en dos tomas. Luego, le pidió a su amiga Indiana que tocara el violín, ya que «quería que ejecutara un montón de armonías» porque creía que sonaban como «ballenas llorando», lo que cree que es «el sonido reconfortante más triste y hermoso que hay». La sesión duró pocas horas, a la que Soko consideró como «la más fácil» que haya hecho. Al terminar, la cantante la llamó «su canción favorita» que grabó. Después, fue mezclada por Bob Clearmountain y masterizada por Davey Cooley y Mandy Parnell.
El 19 de junio de 2011, Soko publicó en su cuenta de YouTube un vídeo en el que interpretaba una versión acústica de la canción. En 2012, Because Music, Babycat Records y Warner Music de Benelux publicaron «We Might Be Dead by Tomorrow» como el tercer sencillo de I Thought I Was An Alien en un sencillo en CD en Países Bajos. En 2014, luego de su éxito al aparecer en el vídeo «First Kiss», Warner Music de Benelux anunció que empezarían a promocionarla. El 24 de marzo de ese año fue lanzada de nuevo como sencillo en formato físico en Europa.

## Inspiración y composición
«We Might Be Dead by Tomorrow» es una canción de los géneros musicales indie folk y rock alternativo, que trata sobre el miedo de Soko a la muerte y a su posterior fascinación con vivir. Esto se debe a la muerte de su padre a los 5 años y de otros seres queridos cuando era joven. Una referencia a esto está en el verso «I can tell that you didn't have to face your mother losing her lover, without saying goodbye, because she didn't have time»—en español: «Puedo decir que no tuviste que mirar a tu madre perder a su amante, sin decir adiós, porque no tuvo tiempo»— . En una entrevista, dijo que: 

«Creo que la muerte de mi padre afectó la vida de mi hermano y la mía tanto que [nos hizo] amantes de ella. Me vuelvo bastante encariñada, tan rápido porque tengo esta extremadamente alta conciencia de la muerte, que está justo a la vuelta de la esquina. Así que me aferro a cada poco de amor que puedo recibir».

Hablando también sobre la canción, dijo que: «Perdí a mi padre cuando tenía 5 años. [También a mi] padrino a los 8, a mi abuelo cuando tenía 9 años, a mi abuela a los 10, y luego a mi otra abuela y abuelo a los 16. Así que "We Might Be Dead by Tomorrow" es como una necesidad de vivir mi vida ahora, de asegurarme que hago lo correcto, que doy lo mejor de mí cada día, aunque la mayor parte del tiempo no lo haga. Solo estoy intentado».
Según Soko, la canción trata sobre «ser un amante cada día, debido a que la muerte está a la vuelta de la esquina» y que «llama a la gente a ser más cariñosa, y detener todo el tema de "estoy muy ocupado para una relación", y cosas egoístas como esas, solo por que están asustados a ser vulnerables y a amar. Lo encuentro triste, pero la canción es sobre aceptar al amor como la cosa más grandiosa en la vida».

## Aparición en First Kiss
En 2014, Melissa Cocker, diseñadora de la compañía de ropa WREN, y Tatia Pilieva empezaron a trabajar en un vídeo en el que diez parejas de desconocidos se besaran. Melissa invitó a algunos de sus amigos para que participaran en él, entre ellos a Soko. Tatia lo dirigió, el que llevó el nombre de «First Kiss». Este formó parte de una campaña de WREN para promocionar su colección de ropa «Otoño 2014». En una entrevista con Billboard, Cocker afirmó que Soko, al aceptar ser parte de «First Kiss», le pidió que utilizara su música. La diseñadora eligió a «We Might Be Dead by Tomorrow» ya que «tenía la sensación etérea y lenta perfecta para emparejar la carga emocional del vídeo». La cantante confesó que no le pidió permiso a su discográfica ni a su distribuidor para utilizar la canción en «First Kiss». El vídeo recibió alrededor de 70 millones de visitas en sus primeros días en YouTube, lo que hizo que «We Might Be Dead by Tomorrow» entrara en las listas de Billboard.

## Recepción

### Comentarios de la crítica
«We Might Be Dead by Tomorrow» obtuvo buenos comentarios por parte de los críticos. Nick Williams de Billboard dijo que era «una canción desgarradoramente frágil que tiene una profundidad enorme. Desde el tono de su voz hasta la letra conmovedora, es realmente innovadora y única». Natalie Salvo de Faster Louder afirmó que la sección de cuerdas era «delicada». Nick Churchill de Fatea Records dijo que la canción tenía influencias de la música de Daniel Johnston. Stew de The Talk House la llamó un «clásico» y dijo que era «profundamente hermosa». Undercover Tree House la nombró una de las canciones destacadas de I Thought I Was an Alien. Blair Jackson de Common Sense Media la calificó con cuatro estrellas de cinco, y dijo que «era una bonita balada evocadora, con una pequeña pero imaginativa instrumentación bajo la inolvidable y casi susurrante voz de la cantante, que muestra su pasión, cariño y fragilidad».
Sin embargo, otros fueron negativos. Michael Tatum del sitio web Odyshape la llamó «ridícula». Drew Malmuth de Pretty Much Magazine dijo que «alrededor de la cuarta parte en la que Soko ha repetido la línea "soon enough we'll die" (muy pronto moriremos) inevitablemente suena falsa».

### Comercial
«We Might Be Dead by Tomorrow» apareció en la primera posición de las listas estadounidenses Streaming Songs y Rock Streaming Songs en la semana del 29 de marzo de 2014, ya que obtuvo 11.5 millones de streams. El 99% de estos venían del vídeo viral de YouTube «Fist Kiss», en el que aparecía la canción. En esa misma semana, apareció en el puesto número nueve del Billboard Hot 100, con el 96% de los puntos debido al streaming y el resto por haber obtenido 10 000 descargas digitales. Con esto, se convirtió en la primera canción que ingresó en el top 10 de la lista en 2014, el primer top 10 para un artista nuevo desde «The Way» de Ariana Grande y el ingreso más alto para un artista nuevo desde «Harlem Shake» de Baauer. La siguiente semana, «We Might Be Dead by Tomorrow» bajó hasta el número cuarenta y dos del Streaming Songs y salió del Billboard Hot 100, lo que la hizo la canción mejor posicionada que estuvo solo en una edición de la lista, y la única que ha salido desde las primeras diez posiciones. Además, logró entrar en el Hot Rock Songs en el número tres, en el Rock Digital Songs en la posición veintiséis y en el Alternative Digital Songs en el puesto veinticuatro. En Canadá, llegó al número sesenta y seis en el Hot Canadian Digital Songs.  A finales de 2014, Billboard la incluyó en su lista de los «10 éxitos más sorprendentes» de ese año.
«We Might Be Dead by Tomorrow» logró entrar a las listas de algunos países europeos. En Austria, ingresó en la posición cincuenta y uno del Austrian Singles Chart. En la siguiente semana, bajó hasta el número setenta y dos. En la Región Valona de Bélgica, entró en la posición treinta y nueve del Ultratop 50. Sin embargo, solo duró una semana en la lista. En Suiza, ingresó en el puesto setenta y dos del Swiss Singles Chart. En la siguiente semana, subió al número sesenta. En Francia, entró en la posición sesenta y uno del French Singles Chart. En Reino Unido, la canción llegó al número 145 en el UK Singles Chart, al puesto dieciocho en el UK Indie Chart y al dos en el UK Indie Breakers.

## Vídeo musical

### Antecedentes
Soko dirigió el vídeo musical de «We Might Be Dead by Tomorrow». Además, lo filmó con ayuda de Adarsha Benjamin, Teddy Cecil y Ericka Clevenger. Jimmy Mehiel lo editó y el maquillaje estuvo a cargo de Sweet P. Meghan Edwards, la entonces novia de la cantante, aparece como su pareja. La grabación se realizó en abril de 2012, en Los Ángeles. La cantante lo filmó en formato Super-8, e hizo que las escenas que representaban el amor estuvieran a color, mientras que las que simbolizaban la muerte aparecieran en blanco y negro. Además, las imágenes están en efecto granulado. Acerca del mensaje del vídeo, dijo que: 

«Perdí a mi padre a los cinco años, y he enfrentado muchas tragedias durante mi vida, así que crecí con el conocimiento de que la vida es muy frágil, y que tal vez no habrá un futuro, solo un ahora, así que tenemos que aprovechar al máximo. Por eso, en el vídeo quise obtener la esencia de lo que es hermoso y vital acerca del amor: todos los pequeños momentos, las sonrisas, las caricias, los besos y todo el resto».

Sobre la participación de Edwards en la trama, afirmó que, debido a que la conocía muy bien, «fue muy fácil recrear su gran conexión ante la cámara». Además, dijo que sentía que era «más romántico mostrar la pasión que quería con una mujer» y que quiso que el vídeo «tuviera una sensación muy romántica y nostálgica».

### Trama
Al inicio del vídeo, aparece escrito el título de la canción sobre una montaña de arena. En la siguiente escena, Meghan Edwards está durmiendo mientras Soko la despierta y se empiezan a besar. Luego, la cantante aparece cantando adelante de una pared de madera. Después, se muestran imágenes en blanco y negro de tumbas, cruces y lápidas. Las siguientes escenas muestran a la pareja tocando la guitarra y el piano, y después acostadas en una cama desnudas. En la siguiente, se besan mientras comen y juegan con macarrones. Después, se besan de nuevo al nadar desnudas en una piscina. Las siguientes muestran a la pareja besándose en diferentes lugares. Luego, están bañándose juntas. A lo largo del vídeo, aparece una imagen de Jesucristo, la de un ángel y las de unos esqueletos en blanco y negro. Las escenas que siguen muestran a la pareja de nuevo besándose, en una de ellas lo hacen mientras se comen una zanahoria. Después, aparecen imágenes en blanco y negro de tumbas y lápidas. Luego, se muestra a las dos mujeres agarradas de la mano con la imagen de una calavera de fondo. Al final del vídeo, aparece una lápida y después la frase «to be continued»—en español: «continuará»—.

### Lanzamiento y recepción
El sitio web Noisey estrenó el vídeo en su página web y en su cuenta de YouTube el 22 de mayo de 2012. La cantante lo publicó en la suya el 25 de mayo. Este recibió la clasificación NSFW (Not safe for work, «No es seguro para el trabajo») debido a que Soko y Meghan aparecen mostrando sus senos, por lo que solo puede ser visto en el sitio web por usuarios mayores de 18 años. Después de su lanzamiento, hubo una confusión entre los usuarios de las redes sociales, ya que pensaron que en una escena Soko y Meghan estaban comiendo una salchicha. Por esto, la cantante publicó en su cuenta de Facebook que: «Solo para aclarar: Meghan y yo somos muy veganas, así que no es una salchicha lo que estamos comiendo, sino una zanahoria. Supongo que ya no luce anaranjada debido al formato de Super-8, pero nunca nos meteremos con cosas como esa conociendo nuestras convicciones».
El 5 de abril de 2014, el vídeo llegó a la posición diez de la lista YouTube de Billboard. Hasta febrero de 2015, había obtenido más de 2 millones de visitas en YouTube.
Alex M. Anderson del sitio web Dead Horse March dijo que «puede que derrames una o dos lágrimas al ver a Soko y a Meghan Edwards, pero solo por la belleza». Tom Breihan de Stereogum lo llamó «un montaje granulado bellamente romántico» y The Maroon Cafe lo nombró «conmovedor». Undercover Tree House dijo que «las imágenes son hermosas y crean repercusión en la inocencia infantil». Además, lo comparó con los vídeos de la banda Coma Cinema. Sin embargo, Michael Tatum de Odyshape lo criticó al decir que la trama parecía sacada de un reality.

## Interpretaciones en vivo
Soko cantó «We Might Be Dead by Tomorrow» en el festival Latitude el 14 de julio de 2012 en Inglaterra. Tres días después, la interpretó en el espectáculo Francofolies en La Rochelle, Francia. El 22 de noviembre, la cantó en el Thelonious Club de Buenos Aires, Argentina. Flor Garrido del sitio web Indie Hoy le dio una buena crítica a la presentación, ya que dijo que «la velada pasó por momentos de mucha sensibilidad y emoción tanto por las letras, como por la forma en la que la cantante sentía y transmitía al público todas las palabras que salían de su boca» y que «fue un momento único, donde la música se unió con la humildad de una persona que demostró no creerse nada y tener los pies sobre la tierra».
El 1 de diciembre de ese año, la presentó con Jherek Bischoff y su orquesta en el Teatro Moore de Seattle.
El 31 de mayo de 2013, la cantó en un Green Room Session de la tienda Amoeba Music. En junio, la interpretó en el hotel McKittrick de Nueva York. Antes de iniciar a cantarla, dijo que «trato de vivir cada día como si fuera mi último, porque soy una enamorada». Ese mismo mes, la interpretó en el festival Make Music Pasadena. El 8 de julio, la presentó en el programa Morning Becomes Eclectic. El 9 de diciembre de 2013, la interpretó en Last Call with Carson Daly. En 2014, la cantó en la gira de Foster the People en Estados Unidos.

## Posicionamiento en listas

### Semanales
| País           | Lista                      | Mejor posición |
| -------------- | -------------------------- | -------------- |
| Austria        | Austrian Singles Chart     | 51             |
| Bélgica (VL)   | Ultratop 50                | 39             |
| Canadá         | Hot Canadian Digital Songs | 66             |
| Estados Unidos | Billboard Hot 100          | 9              |
| Estados Unidos | Streaming Songs            | 1              |
| Estados Unidos | Hot Rock Songs             | 3              |
| Estados Unidos | Rock Digital Songs         | 26             |
| Estados Unidos | Rock Streaming Songs       | 1              |
| Estados Unidos | Alternative Digital Songs  | 24             |
| Francia        | French Singles Chart       | 61             |
| Reino Unido    | UK Singles Chart           | 145            |
| Reino Unido    | UK Indie Chart             | 18             |
| Reino Unido    | UK Indie Breakers          | 2              |
| Suiza          | Swiss Singles Chart        | 60             |

### Sucesión en listas
| Predecesor: «Dark Horse» de Katy Perry y Juicy J | Streaming Songs — Sencillo número uno 29 de marzo de 2014 — 5 de abril de 2014      | Sucesor: «Dark Horse» de Katy Perry y Juicy J |
| Predecesor: «Pompeii» de Bastille                | Rock Streaming Songs — Sencillo número uno 29 de marzo de 2014 — 5 de abril de 2014 | Sucesor: «Pompeii» de Bastille                |

### Anuales
| País           | Lista (2014)   | Mejor posición |
| -------------- | -------------- | -------------- |
| Estados Unidos | Hot Rock Songs | 39             |

## Créditos
- Soko: voz, composición, producción, guitarra[27]
- Fritz Michaud: producción
- Yeti Beats: grabación
- Bob Clearmountain: mezcla
- Indiana Avent: violín[27][72]
- Mandy Parnell: masterización
- Davey Cooley: masterización

Fuente: Discogs.